# Multikopter
En multirotor eller multikopter er et rotorfly med mere end fire rotorer. I modsætning til de fleste helikoptere, anvender multirotorer og quadrotorer, fast-vinklede blade, hvis rotor-pitch ikke ændrer sig, når bladene drejer rundt om masten. Styring af fartøjsbevægelse kan opnås ved at variere hver rotors hastighed i forhold til de andres og dermed fås fremdrift og opdrift.
Grundet multikopteres lette konstruktion og styring, bliver multikopter luftfartøjer ofte anvendt til amatør modelluftfartøj projekter.

## e-volo
The e-volo er en proof-of-koncept elektrisk multikopter med 16 rotorer, den første bemandede elektriske multikopter i verden.

 
Det store antal rotorer gør den økonomisk, støjsvag og driftsikker.